# Західнокараханідське ханство
Увага:  Не вказане значення "common_name"

Західнокараханідське ханство — середньовічна держава в Центральній Азії, що утворилося 1040 року внаслідок розпаду Караханідської держави. Деякий час вело війну проти Східнокараханідського ханства. 1089 року визнано зверхність Сельджукидів. 1153 року визнало зверхність каракитаїв. Згодом маневрувала між Хорезмом і Каракитайським ханством. 1212 року було приєднано до Хорезму.

## Історія
Напочатку 1020-х років Караханідська держава поринула у кризу через суперництво двох гілок правлячої династії — Гасанідів і Алідів. Спочатку гору взяли перші. Проте невдовзі серед Гасанідів почалася боротьба за владу. В результаті почався розпад держави — вікололися Бухара і Самаранд та Узген й Фергана.
В цю боротьбу у 1038 році втрутився представник Алідів — Ібрагім Тамгач-хан, який захопив Мавераннахр. Спроби великого кагана Сулеймана Арслан-хана з Гасанідів приборкати того не дали успіху. 1040 року було домовлено про поділ Караханідської держави. З цього часу відраховується існування Західнокараханідського ханства.
Напочатку 1050-х років вдалося захопити значні області Східноокараханідського ханства, але вторгнення 1064 року сельджуцького султана Алп-Арслана змусило відмовитися від захопленого. 1068 року було встановлено тривалий кордон між Західно-і Східнокараханідськими ханствами.
З початку 1070-х років починаються конфлікти з Сельджукидами. В цьому кагани намагаються спиратися на султанів Газні. Але 1074 року Наср-хан I зазнав поразки. Разом з тим у 1080-х рока відбувається відновлення потуги ханства.
Протистояння з Сельджукидами поновилося 1089 року, але каган Ахмад-хан I зазнавпоразки йвизнавзверхність Сельджукидів. З цього часу останні починають активно втручатися в справи держави. Саме ханство поступово занепадає. З 1095 до 1102 року змінилося 5 каганів.
Відродження держави відбувається за панування Арслан-хана. Наприкінці його панування 1129 року починається нова боротьба за владу, що триває до 1132 року. В наступні роки кагани стають вірними васалами Сельджукидів у боротьбі проти Хорезму.
Вторгнення каракитаїв змінило ситуацію. Махмуд-хан II бувневзмозіпротистояти їм. Але корінним чином ситуація змінилася 1141 року, коли на в битві на Катванській рівнині сельджуцько-караханідськевійсько зазнало нищівної поразки від каракитаїв. Починається новий занепад. 1153 року каган Ібрагім III Тамгач-хан визнає зверхність останніх.
1156 року починається нова внутрішня боротьба, викликана втручанням Хорезму й повстання карлуків. Лише 1163 року Масуд-хан II зміг стабілізувати ситуацію. З початку1170-х років починаються нові війни з Хорезмом, об'єктом яких стає Бухара.
Нове відновлення починається у 1180-х роках за часів Ібрагіма IV з династії Гасанідів. Його наступник Усман 1207 року втратив Бухару на користь Хорезму, а 1209 року визнав зверхність хорезмшаха. 1210 року каракитаї визнали таку ситуацію. Втім спроба повалити залежність 1212 року завершилося падінням Самарканду й приєднанням ханства до Хорезму.

## Територія
Ханство охоплювало Мавераннахр і західну частину Ферганської долини.

## Устрій
На чолі стояв каган (хакан), який мав повну політичну й військову владу. було ліквідовано практику співпанування та титулу молодших ханів. Разом з тим зберігалася система уділів, на чолі яких стояли тегіни. Діяв диван — орган управління державними справами. також впливовими залишалися знать й духовенство.

## Економіка
Основу становили землеробство, скотарство, ремісництво, торгівля. Територією проходив Великий шовковий шлях. Значними центрами ремісництва й торгівлі були Самарканд і Бухара. Розвитку торгівлі сприяла уніфікація в карбуванні монети.

## Культура
Усе життя було обумовлено впливом ісламу. Першими каганами було засновано меморіальний архітектурний ансамбль Шахі-Зінда в Самарканді, мечеті Намазгох і Магокі-Аттарі, мінарет Калян. Завдяки активному використанню випаленої цегли архітектура ханства відрізнялася багатством архітектурні форми. Широко застосовувалися арочні конструкції і купола. Для оформлення зовнішніх стін і куполів використовувався візерункова і глянсова цегла. Були поширені різьблені, ліпні та литі прикраси для стін, а також ліпнина з жовтою глини і ганча (гліногіпс). Часто зустрічалися восьмикутні або восьмигранні форми і візерунки на кшталт килимових. З прикладів прикладного мистецтва збереглися зразки візерункової поливної і теракотової кераміки й ювелірних виробів. В оформленні речей переважали геометричні мотиви.
У містах існували медресе і медичні установи, діяльність яких фінансувалася за рахунок держави. Самарканд як столиця сталацентром культури.тут діяли численні поети, науковці, філософи та богослови, зокрема Омар Хаям, Бурхануддін аль-Маргінані, Маджид ад-дін ас-Сурхакаті. У XII ст. Бухара стає провідним центром суфізму в Центральній Азії. Офіційна караханідська мова базувалася на граматичній системі давньокарлукських діалектів.